# Galium hypocarpium
Galium hypocarpium là một loài thực vật có hoa trong họ Thiến thảo. Loài này được (L.) Endl. ex Griseb. mô tả khoa học đầu tiên năm 1861.